# Hans Friedrich (Maler, 1939)
Hans Friedrich (* 4. Dezember 1939 in Nürnberg) ist ein deutscher Kunstmaler und Grafiker.

## Werdegang
Hans Friedrich, in Nürnberg geboren, wuchs im Landkreis Sonthofen auf. Das Abitur legte er 1960 in Oberstdorf ab, danach besuchte er bis 1966 die Akademie der bildenden Künste in München. Dort war er Schüler bei Professor Ernst Geitlinger und Georg Meistermann. Hans Friedrich lebte und arbeitete in München und in Italien, heute in Waltenhofen-Hegge.
Bilder von Hans Friedrich befinden sich in der unter anderem in der  Neuen Pinakothek München, im Lenbachmuseum München, im Westfälischen Landesmuseum und in der Kunsthalle Recklinghausen.
Studienreisen führten Hans Friedrich in den Nahen Osten (Türkei, Iran, Syrien, Libanon), nach Nordafrika (Ägypten, Sudan, Marokko) und nach Übersee (USA, Kanada und Mexiko).

## Stil
Friedrich pflegte in seinen Anfängen abstrakte Malerei in Verbindung geometrischer und organischer Formen, später die realistische Malerei. Seine Landschaftsbilder sind meist mit Störelementen (rote Stange, Spuren im Schnee) verbunden.

„Solche Spuren und Strukturen schaffen nicht nur Belebung, sondern sind zugleich Verletzungen, die der Mensch der Natur beständig zufügt.“

## Auszeichnungen und Preise
- Europapreis für Malerei, Ostende (1969, 1976, 1978, jeweils Bronzemedaille)
- 1978: Förderpreis für Bildende Kunst der Landeshauptstadt München
- 2007: Seerosenpreis der Stadt München
- 2011: Kunstpreis der Stadt Sonthofen

## Mitgliedschaften
- Neue Gruppe – Haus der Kunst München (Präsident von 1999 bis 2006)
- Deutscher Künstlerbund
- Kunstverein Ingolstadt

## Ausstellungen
- 1970: Kunstverein Ingolstadt
- 1979: Kunstverein Ingolstadt
- 2010: Bildnerische Arbeiten aus fünf Jahrzehnten – Die Retrospektive, Kunsthaus Villa Jauss, Oberstdorf, Oktober[1][2]
- 2011: Die Südliche[3]